# U Michálka
U Michálka este o arie protejată (arie specială de conservare — SAC, sit de importanță comunitară — SCI) din Republica Cehă întinsă pe o suprafață de 1,35 ha, integral pe uscat.

## Localizare
Centrul sitului U Michálka este situat la coordonatele 48°59′02″N 16°21′35″E / 48.983889°N 16.359722°E.

## Înființare
Situl U Michálka a fost declarat sit de importanță comunitară în aprilie 2005 pentru a proteja 1 specie de plante. Situl a fost protejat și ca arie specială de conservare în iulie 2012.

## Biodiversitate
Situată în ecoregiunea panonică, aria protejată nu include niciun habitat protejat.
La baza desemnării sitului se află o specie protejată de  plante: Iris humilis.